# Esquipulas, Tuzantán
Esquipulas är en ort i Mexiko.   Den ligger i kommunen Tuzantán och delstaten Chiapas, i den sydöstra delen av landet, 900 km sydost om huvudstaden Mexico City. Esquipulas ligger 97 meter över havet och antalet invånare är 129.
Terrängen runt Esquipulas är varierad. Runt Esquipulas är det tätbefolkat, med 297 invånare per kvadratkilometer. Närmaste större samhälle är Huixtla, 4,6 km väster om Esquipulas. I omgivningarna runt Esquipulas växer i huvudsak städsegrön lövskog.